# ФК Херта Берлин
Берлински спортски клуб Херта, познатији као Херта Берлин или само Херта немачки је фудбалски клуб из Берлина. Херта игра своје утакмице на олимпијском стадиону у Берлину капацитета 74.600 гледалаца.

## Историја
Херта је једно од имена германске богиње плодности, али митологија није била у мислима четворице оснивача најпопуларнијег берлинског клуба. Они су 25. јула 1892. године кренули на пут бродом који се звао Херта. Димњак на Херти био је обојен у плаве и беле пруге, што је одредило будуће дресове.
БФЦ Херта 92 је од самог старта остваривао добре резултате, а 1905. освојио је први шампионат престонице. Иако су резултати били добри, финансијско стање није. Зато је тек спајање са богатим БСЦ Берлином у БСЦ Херту 1920. године донело неопходну стабилност. А ускоро, резултати ће достићи нови ниво.
Двадесете године биле су доба просперитета за либерални Берлин, а клуб је то пратио на адекватан начин, уласком у шест узастопних финала шампионата Немачке. На жалост навијача, само су последња два финала добијена - 1930. и 1931. године. Херој навијача у то време био је Хано Зобек, најпопуларнији берлински фудбалер свих времена.
Долазак нациста на власт био је тежак ударац за космополитску престоницу, па је и Херта запала у кризу из које ће се извући тек крајем 50-их. Почетком те деценије група играча избегла је из Дрездена у Западни Берлин, после, чега клубови из Источне Немачке нису желели да играју са Хертом. У то време развијен је велики ривалитет са Тенис Борусијом (оживљен на трен пре неколико година, када је ТБ ушао у другу Бундеслигу и срео се са Хертом у купу.
Као шампион Херта је ушла у Бундеслигу 1963, али је две године касније избачена због кршења прописа о платама. Пре тога се клуб морао суочити са тешким проблемом. Њихов стари стадион „Плумпе“ био је смештен северно од самог центра града. Линија поделе ишла је близу стадиона и пресекла језгро навијача Херте. Када је 1961. подигнут Берлински зид, навијачи на источној страни скупљали су се у његовој близини и пратили резултат слушајући хук са стадиона. Томе је дошао крај у уводној сезони Бундеслиге, када се клуб преселио на далеки запад града, где је смештен Олимпијски стадион.
Херта се у лигу вратила брзо, али је 1971. била укључена у скандал са намештањем утакмица, па је убрзо запала у финансијске проблеме. Решили су их продајем стадиона, а та деценија није није била неуспешна - једном вицешампиони, два пута финалисти купа и полуфиналисти Купа УЕФА.
Уследила је друга криза - од 1980. до 1997. клуб је у Бундеслиги провео само четири сезоне (Берлин је у то доба био једина престоница без прволигаша пуних десет година). После велике финансијске кризе средином деведесетих, клуб је успео да нађе спонзоре, врати се у лигу, а убрзо стигне и до Лиге шампиона.

## Успеси клуба
- Бундеслига
  - Првак (2) : 1929/30, 1930/31.
  - Вицепрвак (5) : 1925/26, 1926/27, 1927/28, 1928/29, 1974/75.
- Куп Немачке
  - Финалиста (3) : 1976/77, 1978/79, 1992/93.
- Друга лига Немачке
  - Првак (3) : 1989/90, 2010/11, 2012/13.
  - Вицепрвак (1) : 1981/82.
- Лига куп Немачке
  - Освајач (2) : 2001, 2002.
  - Финалиста (1) : 2000.